# Agustí Bou i Tort
Agustí Bou i Tort (Catalunya, 1924 - Barcelona, 12 de gener de 2012) va ser un advocat, excursionista i dirigent esportiu català.
Cursà estudis d'Agricultura i Dret. Fou director de l'empresa Companyia d'Indústries Agrícoles S.A. La seva vinculació amb el Centre Excursionista de Catalunya començà el 1942, i la seva activitat esportiva se centrà fonamentalment en la Secció d'Esquí, de la qual el 1967 fou nomenat president del Consell de la Molina. La seva gestió en aquest consell el portà a ser elegit president del CEC el 29 d'octubre de 1971, càrrec que ocupà fins a finals de 1976, quan fou substituit per Lluís Puntis i Pujol. en un moment molt complicat de la transició de la dictadura, i especialment important per a la fermesa de la defensa del CEC enfront de la mateixa federació sobre el centenari de l'excursionisme i el conflicte amb el refugi Prat d'Aguiló, que finalment fou cedit a la Federació Catalana de Muntanyisme (FCM). Aquest fet fou compensat per altres de prou significatius, com ara l'inici de les obres del refugi Joan Ventosa i Calvell, així com altres millores en el patrimoni del CEC i una extensa obra de diferents activitats tant esportives com culturals. La celebració del centenari del CEC fou la fita més significativa del seu mandat. Sempre serà recordat com el president del centenari. Aquest fet va donar un gran impuls als esports de muntanya i esquí en el si de la nostra entitat i al mateix temps un gran prestigi. Precisament, el gener del 1976 fou l'encarregat de rebre, en nom del CEC, la distinció que se li atorgà en commemoració del centenari de la seva creació, la «XIX Challenge Samaranch», que li fou entregada pel president de la Federació Catalana de Muntanyisme, Francisco Martínez Massó, i en presència del director del Mundo Deportivo, Ricard Grau Escoda, i de qui instituí aquest premi, Juan Antonio Samaranch.